# 瀬戸内賞
瀬戸内賞（せとうちしょう）は、福山競馬場で行われていた重賞競走。アングロアラブ競走馬3歳による他地区との交流競走として施行されていたが、2004年の開催を最後に一時期休止される。2009年にサラブレッド系4歳以上の全国交流競走へ条件が変わって復活するも、翌2010年には行われていない。

## 歴史
- 1997年 - ダート1600mのアラブ系4歳（現3歳）の中央補助馬限定特別競走として創設。中国・四国地区交流競走。1着賞金は300万円。
- 1999年 - 重賞に昇格。1着賞金を500万円に増額。
- 2001年 - 地方競馬全国交流競走に指定。
- 2003年 - 1997年に優勝したニホンカイユーノスの仔、ユノエージェントが優勝し、父子制覇を達成。
- 2004年 - 「JRA所有者賞 瀬戸内賞」の名称で開催。1着賞金を400万円に減額。この年の開催をもって一時休止。
- 2009年 - 「農林水産大臣賞典 開設60周年記念 瀬戸内賞」の名称で、ダート1800mのサラブレッド系4歳以上の全国交流競走として復活。1着賞金は600万円。この年の開催をもって再び休止。

## 歴代優勝馬
| 施行日        | 優勝馬             | 性齢     | 所属     | タイム   | 優勝騎手 | 管理調教師 | 1着賞金  |
| 特別競走      | 特別競走           | 特別競走 | 特別競走 | 特別競走 | 特別競走 | 特別競走   | 特別競走 |
| ------------- | ------------------ | -------- | -------- | -------- | -------- | ---------- | -------- |
| 1997年5月12日 | ニホンカイユーノス | 牡4      | 益田     | 1:47.2   | 位上良彦 | 大賀繁春   | 300万円  |
| 1998年5月17日 | チュウオーロッサ   | 牡4      | 高知     | 1:49.1   | 徳留康豊 | 松木啓助   | 300万円  |
| 重賞競走      |                    |          |          |          |          |            |          |
| 1999年6月6日  | パワーレイク       | 牡4      | 高知     | 1:50.7   | 北野真弘 | 曾我心一   | 500万円  |
| 2000年6月4日  | モナクマリン       | 牡4      | 福山     | 1:49.4   | 渡辺博文 | 荻田恭正   | 500万円  |
| 2001年6月10日 | エルパシオン       | 牡3      | 兵庫     | 1:48.8   | 小牧太   | 角田末男   | 500万円  |
| 2002年6月9日  | グリーンジャンボ   | 牡3      | 兵庫     | 1:48.5   | 坂本和也 | 戸田山孝次 | 500万円  |
| 2003年6月8日  | ユノエージェント   | 牡3      | 福山     | 1:48.0   | 嬉勝則   | 番園一男   | 500万円  |
| 2004年6月27日 | アポロセンスイ     | 牡3      | 福山     | 1:46.4   | 楢崎功祐 | 外山清彦   | 400万円  |
| 2009年9月7日  | イイデケンシン     | 牡4      | 兵庫     | 1:57.4   | 木村健   | 田中範雄   | 600万円  |

- 2000年以前の馬齢は旧表記を用いる。